# Atypoides hadros
Espèce
Synonymes
- Antrodiaetus hadros (Coyle, 1968)

Atypoides hadros est une espèce d'araignées mygalomorphes de la famille des Antrodiaetidae.

## Distribution
Cette espèce est endémique des États-Unis. Elle se rencontre dans le Sud de l'Illinois et dans l'Est du Missouri.

## Publication originale
- Coyle, 1968 : The mygalomorph spider genus Atypoides (Araneae: Antrodiaetidae). Psyche, vol. 75, p. 157-194 (texte intégral).